# Cirrhilabrus balteatus
Cirrhilabrus balteatus là một loài cá biển thuộc chi Cirrhilabrus trong họ Cá bàng chài. Loài này được mô tả lần đầu tiên vào năm 1988.

## Từ nguyên
Tính từ định danh balteatus trong tiếng Latinh có nghĩa là "có đeo thắt lưng", hàm ý đề cập đến vùng màu cam nổi bật ở thân trước của cá đực.

## Phạm vi phân bố và môi trường sống
C. balteatus là một loài đặc hữu của quần đảo Marshall, và chỉ được tìm thấy tại một số đảo san hô như đảo Bikini, Enewetak, Rongelap và Kwajalein. Loài này sinh sống gần các rạn san hô trên nền đá vụn và các thảm tảo ở độ sâu khoảng 7–22 m.

## Mô tả
Chiều dài lớn nhất được ghi nhận ở C. balteatus là 8 cm.
Cá đực có màu ô liu đến xám đen, bụng thường có màu trắng. Thân trước nổi bật với một mảng màu cam (gần như có hình vuông) ở sau vây ngực. Mống mắt màu đỏ cam. Lưng có một dải màu xanh lục. Vây lưng và vây hậu môn có màu đỏ tía, có một dải sọc ngang màu đen ở giữa vây và được viền màu xanh lam. Vây đuôi trong mờ, lốm đốm các vệt xanh lam. Vây ngực trong suốt. Vây bụng có các tia rất dài, màu vàng nhạt.
Cá cái có màu đỏ hồng, nhưng nửa dưới đầu, ngực và bụng là màu trắng. Có đốm đen trên cuống đuôi và gốc vây ngực; đốm vàng trước mõm. Vây lưng và vây hậu môn có màu đỏ nhạt với một dải màu đen mờ. Vây đuôi phớt màu vàng cam với các hàng chấm màu cam sẫm hơn. Vây ngực trong suốt. Vây bụng trong mờ, màu trắng.
Số gai ở vây lưng: 11; Số tia vây ở vây lưng: 9; Số gai ở vây hậu môn: 3; Số tia vây ở vây hậu môn: 9; Số tia vây ở vây ngực: 15; Số gai ở vây bụng: 1; Số tia vây ở vây bụng: 5.

## Phân loại học
C. balteatus là một thành viên của nhóm phức hợp loài cùng với các loài Cirrhilabrus temminckii, Cirrhilabrus beauperryi, Cirrhilabrus punctatus và Cirrhilabrus katherinae.

## Sinh thái học
C. balteatus thường sống theo đàn và ăn động vật phù du.

## Thương mại
C. balteatus được thu thập ngành trong ngành buôn bán cá cảnh, và được bán với giá khoảng 250 USD một con tại Hoa Kỳ.

### Trích dẫn
- John E. Randall (1988). "Five New Wrasses of the genera Cirrhilabrus and Paracheilinus (Perciformes: Labridae) from the Marshall Islands" (PDF). Micronesica. Quyển 21. tr. 200–226.